# 連合データベース
連合データベースシステム（れんごうデータベースシステム、英：Federated database system）とはメタデータベース管理システム(DBMS)の一種であり、複数の自律的データベースシステムを、単一の連合データベースに透過的に統合するものである。連合データベースシステムを構成するデータベースはネットワークを介し相互接続されており、地理的に分散されていることもある。連合データベースシステムを構成するデータベースシステムは自律的なので、複数の異質なデータベースを統合する(時により困難な)作業の対照的な代替手法である。連合データベース(あるいはヴァーチャルデータベース)は連合データベースシステムを構成する全てのデータベースを完全に統合した、論理的な複合物である。
McLeodとHeimbignerにより連合データベースアーキテクチャを定義した初期の論文が発表されており、データベースを相互接続し、データベースシステム間の部分的な共有と同期を可能とし、中央の管理を最小限にするようなアーキテクチャを定義した。